# Trương Nghĩa Triều

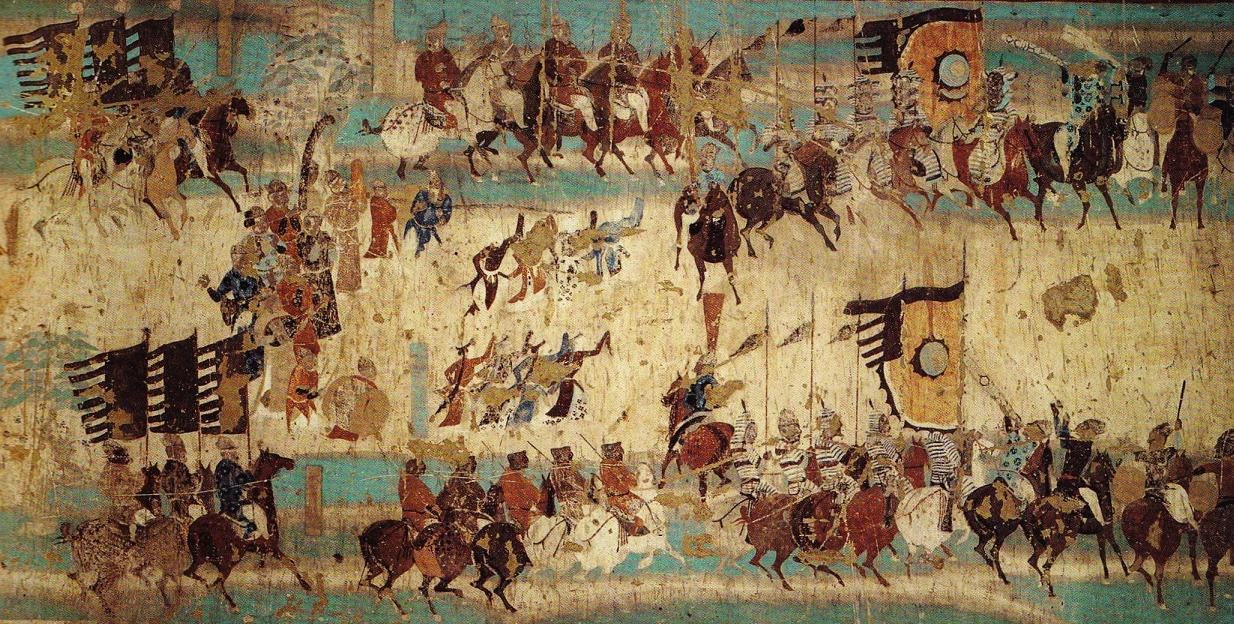
Một đoạn tranh tường mô tả việc Trương Nghị Triều thống quân đẩy lui Thổ Phồn. Hang số 156 trong quần thể hang Mạc Cao.

Trương Nghĩa Triều (giản thể: 张义潮 hay 张义朝; phồn thể: 張義潮 hay 張義朝) hay Trương Nghị Triều (giản thể: 张议潮; phồn thể: 張議潮) (799-872) là một cư dân người Hán ở Sa châu đã dẫn đầu một cuộc nổi dậy chống lại Thổ Phồn khi đế quốc này rơi vào nội chiến, sau đó đem lãnh thổ quy phục triều Đường. Sau đó, ông chinh phục khu vực hành lang Hà Tây và giữ chức Quy Nghĩa quân tiết độ sứ, thần phục triều Đường trên danh nghĩa.
Thổ Phồn cai quản vùng Hà Tây, Lũng Hữu kể từ sau khi triều Đường xảy ra loạn An Sử. Nhân lúc Thổ Phồn đại loạn, Trương Nghĩa Triều ngầm kết hào kiệt toan tính đánh chiếm Sa châu quy phục Đường. Một ngày, Trương Nghĩa Triều lãnh đạo binh sĩ tiến đến châu môn, người Hán trong châu đều hưởng ứng. Tướng trấn thủ của Thổ Phồn sợ hãi tẩu thoát. Trương Nghĩa Triều sau đó cai quản châu sự của Sa châu, dâng biểu xin hàng triều Đường. Ngày Nhâm Tuất (19) tháng 2 năm Tân Mùi (25 tháng 3 năm 851), Thiên Đức quân tấu với Đường Tuyên Tông rằng Trương Nghĩa Triều khiển sứ đến hàng. Sau đó, Đường Tuyên Tông bổ nhiệm Trương Nghĩa Triều là Sa châu phòng ngự sứ.
Cũng trong năm Tân Mùi, Trương Nghĩa Triều phát binh chiếm thêm 10 châu khác lân cận từ tay Thổ Phồn: Qua châu; Y châu; Tây châu; Cam châu; Túc châu; Lan châu; Thiện châu; Hà châu; Mân châu; và Khuếch châu. Sau đó ông khiển kì huynh Trương Nghĩa Trạch dâng bản đồ và hồ sơ của 11 châu đến kinh thành Trường An của triều Đường cho Đường Hy Tông xem. Tháng 11 ÂL năm đó, Đường Hy Tông cho thiết lập Quy Nghĩa quân, trị sở tại Sa châu, bổ nhiệm Trương Nghĩa Triều làm tiết độ sứ, quản lý 11 châu, bổ nhiệm Phán quan của Trương Nghĩa Triều là Tào Nghĩa Kim (曹義金) làm Quy Nghĩa quân trưởng sử.
Tháng 3 ÂL năm Quý Mùi (863), Trương Nghĩa Triều tấu với triều đình rằng ông tự đem 7.000 quân Phiên-Hán đánh chiếm Lương châu.
Tháng 2 ÂL năm Bính Tuất (866), Trương Nghĩa Triều tấu rằng tù trưởng Cố Tuấn (固俊) của Hồi Cốt đánh chiếm (từ Thổ Phồn) các thành Tây châu, Đình châu, Luân Đài, và Thanh Trấn (清鎮).
Tháng 2 ÂL năm Đinh Hợi (867), Trương Nghĩa Triều nhập triều, được hoàng đế Đường lúc này là Đường Ý Tông bổ nhiệm làm Hữu Thần Vũ thống quân, mệnh tộc tử của ông là Trương Duy Thâm (張惟深) cai quản Quy Nghĩa. Tháng 8 ÂL năm Nhâm Thìn (872), Trương Nghĩa Triều qua đời, Trưởng sử Tào Nghĩa Kim kế thừa quản lý quân phủ của Quy Nghĩa.